# Lucky 7
Lucky 7 – dramatyczny amerykański serial telewizyjny oparty na brytyjskim serialu „The Syndicate”, wyprodukowany przez ABC Studios. Serial miał mieć swoją premierę 24 września 2013 roku. ABC anulowała serial 4 października po wyemitowaniu zaledwie dwóch odcinków.

## Fabuła
Akcja serialu toczy się wokół siedmiu pracowników stacji obsługi samochodów w Queens, których życie zmienia się w różny sposób, gdy wygrywają na loterii.

## Obsada
- Summer Bishil jako Samira Rajpur
- Lorraine Bruce jako Denise
- Alexandra Castillo jako Bianca Clemente
- Christine Evangelista jako Mary
- Stephen Louis Grush jako Nicky Korzak
- Matt Long jako Matt Korzak
- Anastasia Phillips jako Leanne
- Luis Antonio Ramos jako Antonio Clemente
- Isiah Whitlock, Jr jako Bob Harris

## Odcinki
| Sezon | Sezon | Odcinki | Oryginalna emisja | Oryginalna emisja   | Oryginalna emisja | Oryginalna emisja | Oryginalna emisja |
| Sezon | Sezon | Odcinki | Premiera sezonu   | Finał sezonu        | Premiera sezonu   | Finał sezonu      |                   |
| ----- | ----- | ------- | ----------------- | ------------------- | ----------------- | ----------------- | ----------------- |
|       | 1     | 2       | 24 września 2013  | 1 października 2013 | brak danych       | brak danych       |                   |

### Sezon 1 (2013-2014)
| Nr | # | Tytuł      | Reżyseria     | Scenariusz                           | Premiera            | Premiera    |
| -- | - | ---------- | ------------- | ------------------------------------ | ------------------- | ----------- |
| 1  | 1 | Pilot      | Paul McGuigan | David Zabel, Jason Richman           | 24 września 2013    | brak danych |
| 2  | 2 | Inside Job | Stephen Cragg | David Zabel, Jason Richman           | 1 października 2013 | brak danych |
| 3  | 3 | Cable Guy  | Stephen Cragg | Barbie Kligman, David Zabel          | brak danych         | brak danych |
| 4  | 4 | Pay Day    | Dan Lerner    | Michael J. Cinquemani, Jason Richman | brak danych         | brak danych |
| 5  | 5 | All In     | brak danych   | brak danych                          | brak danych         | brak danych |